# Championnat du Liban de football 2022-2023
Navigation
Saison précédente Saison suivante
La saison 2022-2023 du Championnat du Liban de football est la soixante-troisième du championnat de première division libanaise. Le championnat adopte le même format que la saison précédente, dans une première phase les équipes se rencontrent une fois, ensuite les six premiers se rencontrent également une fois pour déterminer le champion, les six derniers jouent pour la relégation.

## Les clubs participants
- Al-Ansar Club
- Safa Beyrouth
- Nejmeh SC
- Tripoli SC
- Shabab Al Sahel
- CS Sagesse (Al-Hikma)
- Al Tadamon Tyr
- Bourj FC
- Al Ahed Beyrouth
- Al Akha Ahly
- Salam Zgharta - promu de D2
- Shabab Al-Ghazieh - promu de D2

## Compétition

### Classement

#### Première phase
| Rang | Équipe              | Pts | J  | G | N | P | Bp | Bc | Diff |
| ---- | ------------------- | --- | -- | - | - | - | -- | -- | ---- |
| 1    | Al-Ansar Club       | 27  | 11 | 8 | 3 | 0 | 28 | 7  | +21  |
| 2    | Shabab Al Sahel     | 25  | 11 | 7 | 4 | 0 | 17 | 5  | +12  |
| 3    | Al Ahed Beyrouth T  | 24  | 11 | 7 | 3 | 1 | 20 | 8  | +12  |
| 4    | Nejmeh SC           | 23  | 11 | 7 | 2 | 2 | 18 | 7  | +11  |
| 5    | Bourj FC            | 23  | 11 | 7 | 2 | 2 | 17 | 11 | +6   |
| 6    | Shabab Al-Ghazieh P | 12  | 11 | 3 | 3 | 5 | 12 | 5  | +7   |
| 7    | Safa Beyrouth       | 10  | 11 | 2 | 4 | 5 | 8  | 15 | -7   |
| 8    | Al Tadamon Tyr      | 10  | 11 | 2 | 4 | 5 | 11 | 15 | -4   |
| 9    | Al Akha Ahly        | 7   | 11 | 2 | 1 | 8 | 10 | 25 | -15  |
| 10   | Salam Zgharta P     | 7   | 11 | 1 | 4 | 6 | 7  | 15 | -8   |
| 11   | CS Sagesse          | 7   | 11 | 2 | 1 | 8 | 9  | 15 | -6   |
| 12   | Tripoli SC          | 5   | 11 | 0 | 5 | 6 | 4  | 22 | -18  |

|  | Qualification pour la poule championnat                                |
|  | T : Tenant du titre C : Vainqueur de la Coupe du Liban P : Promu de D2 |

#### Poule championnat
Les six premiers de la première phase se rencontrent deux fois, en emportant les points acquis divisés par deux.
| Rang | Équipe              | Pts  | J  | G | N | P  | Bp | Bc | Diff |
| ---- | ------------------- | ---- | -- | - | - | -- | -- | -- | ---- |
| 1    | Al Ahed Beyrouth T  | 36   | 10 | 7 | 3 | 0  | 19 | 3  | +16  |
| 2    | Nejmeh SC C         | 34   | 10 | 6 | 4 | 0  | 16 | 7  | +9   |
| 3    | Al-Ansar Club       | 29-3 | 10 | 5 | 3 | 2  | 17 | 9  | +8   |
| 4    | Shabab Al Sahel     | 23   | 10 | 3 | 1 | 6  | 11 | 18 | -7   |
| 5    | Bourj FC            | 21   | 10 | 2 | 3 | 5  | 8  | 15 | -7   |
| 6    | Shabab Al-Ghazieh P | 6    | 10 | 0 | 0 | 10 | 4  | 23 | -19  |

|  | Qualification pour la Ligue des champions de l'AFC 2023-2024           |
|  | Qualification pour la Coupe de l'AFC 2023-2024                         |
|  | T : Tenant du titre C : Vainqueur de la Coupe du Liban P : Promu de D2 |

#### Poule relégation
Les six derniers de la première phase se rencontrent deux fois en emportant la moitié des points acquis lors de la première phase, les deux derniers sont relégués en deuxième division.
| Rang | Équipe          | Pts | J  | G | N | P | Bp | Bc | Diff |
| ---- | --------------- | --- | -- | - | - | - | -- | -- | ---- |
| 1    | Al Tadamon Tyr  | 25  | 10 | 6 | 2 | 2 | 19 | 9  | +10  |
| 2    | Tripoli SC      | 21  | 10 | 5 | 3 | 2 | 15 | 13 | +2   |
| 3    | CS Sagesse      | 18  | 10 | 4 | 2 | 4 | 9  | 11 | -2   |
| 4    | Safa Beyrouth   | 15  | 10 | 2 | 4 | 4 | 10 | 15 | -5   |
| 5    | Salam Zgharta P | 15  | 10 | 3 | 2 | 5 | 8  | 11 | -3   |
| 6    | Al Akha Ahly    | 13  | 10 | 2 | 3 | 5 | 10 | 12 | -2   |

|  | Relégation en Second Division                                          |
|  | T : Tenant du titre C : Vainqueur de la Coupe du Liban P : Promu de D2 |

## Bilan de la saison
| Championnat du Liban de football 2022-2023                        |                             |
| Champion                                                          | Al Ahed Beyrouth (9e titre) |
| Coupes et trophées                                                |                             |
| Vainqueur de la Coupe du Liban 2022-2023                          | Nejmeh SC                   |
| Qualifications continentales                                      |                             |
| Ligue des champions de l'AFC 2023-2024                            | Al Ahed Beyrouth            |
| Coupe de l'AFC 2023-2024                                          | Nejmeh SC                   |
| Promotions et relégations                                         |                             |
| Promus en Premier League                                          |                             |
| Relégués en Championnat du Liban de football de deuxième division | Salam Zgharta               |
| Relégués en Championnat du Liban de football de deuxième division | Al Akha Ahly                |